# ウィリアム・ルベイ
ウィリアム・ルベイ（William Walden Rubey, 1898年12月19日 - 1974年4月12日）は、アメリカ合衆国の地質学者である。
ミズーリ州モバリーで生まれた。ミズーリ大学に通い、1920年に文学士となった。同年、スーザン・マノヴィルと結婚し、アメリカ地質調査所に勤務しながら、ジョンズ・ホプキンス大学とイェール大学で研究を行なった。
第二次世界大戦中は、アメリカ陸軍の地質調査研究に協力した。1949年から1950年にかけて、アメリカ地質調査所の所長を務めた。1951年から1954年にはアメリカ国立科学財団の理事会議長、1960年には理事長となった。同年、カリフォルニア大学ロサンゼルス校の地質学と地球物理学の教授にもなり、1966年まで務めた。その他の役職にも多数就いている。
アメリカ地質調査所を退職すると、1968年にアメリカ航空宇宙局の月科学研究所の初代所長となり、1971年にはアポロ計画で月から回収したサンプルの分析等に参加した。
1974年にカリフォルニア州サンタモニカで癌のため死去した。現役の間、彼は水文学の研究や、ワイオミング州の地質、地震のエネルギー、衝上断層による山の形成、大陸の成長、地球の大気と海の起源、地球型惑星の進化等の分野でいくつもの業績を残した。

## 受賞など
- 全米科学アカデミーメンバー
- アメリカ国家科学賞（1965年）
- ペンローズ・メダル（1963年）
- 3つの名誉博士号を含む4つの名誉学位
- 月のリンクルリッジ群であるドルサ・ルベイは彼にちなんで名づけられた。

## 参考
- W. G. Ernst, D. T. Griggs, Leon Knopoff, L. B. Slichter, "William Walden Rubey", University of California: In Memoriam, March 1976.